# Cal Moliner (Sallent)
Cal Moliner és un habitatge a la vila de Sallent (Bages) catalogat a l'Inventari del Patrimoni Arquitectònic de Catalunya. L'edifici s'aixeca en un carrer existent en el segle xvi. Es tracta d'un edifici de forma irregular, trapezoïdal, amb portals als dos carrers i a la plaça. Un al Carrer del Molí, dos a la plaça, sense nom, i dos al Carrer de Torres Amat, un d'ells actualment tapiat. Tots excepte un són adovellats. La planta baixa està coberta amb volta de pedra. El primer pis ho és amb embigat. A les golfes els murs són de tàpia, mentre que la resta és de pedra tallada, molt acurada a les cantonades. Totes les obertures estan fetes amb pedra picada.